# Byalahalli, Chintamani
Byalahalli là một làng thuộc tehsil Chintamani, huyện Kolar, bang Karnataka, Ấn Độ.